# 甯相
宁相（？—？），即宁成子，中国春秋时期卫国的卿。
前589年，与孙良夫、石稷、向禽攻打齐国，失败，求救于晋国，遂有齐晋鞍之战。前585年，与孙良夫联合晋国、郑国伐宋国。